# Hypsolebias macaubensis
Hypsolebias macaubensis, es una especie de pez actinopeterigio de agua dulce, de la familia de los rivulines. Nombrado macaubensis por existir cerca de la localidad de Macaúbas, en Bahía.
Con el cuerpo muy colorido y una longitud máxima descrita fue de 3,9 cm los machos y cm las hembras.

## Distribución y hábitat
Se distribuye por ríos de América del Sur, en la cabecera de la cuenca de drenaje del río Paramirim, en la zona oriental de Brasil. Son peces de agua dulce tropical, de comportamiento bentopelágico.